# Сазлыдере
Сазлыдере (тур. Sazlıdere), в нижнем течении Чайир (тур. Çayır Deresi), Азатлычайир (тур. Azatlıçayır Deresi) — река на полуострове Пашаэли в европейской части Турции, в Восточной Фракии, на территории провинции Стамбул. Берёт исток в районе Арнавуткёй. Впадает в озеро Кючюкчекмедже (бассейн Мраморного моря) на высоте 0,5 м.
В античное время известна как Вафиния (Бафиний, Батюниас, др.-греч. Βαθύνιας, лат. Bathynias). Отождествляется с рекой Вифия (Bithyas), упоминаемой Аппианом.
На реке построена плотина.